# El Ligero
Simon James Musk né le 7 janvier 1985 est un catcheur britannique plus connu sous le nom de El Ligero. Il travaille actuellement à la Defiant Wrestling.

## Carrière

### Circuit Indépendant (2001-...)
Lors du premier PPV de la fédération, WCPW Refuse To Lose, il bat Alberto El Patrón et Travis Banks devient le 1er WCPW Internet Champion.
Lors de Delete WCPW, il perd le titre contre Cody Rhodes et ne remporte pas le GFW NEX*GEN Championship de ce dernier par la même occasion.
Lors du 21e épisode de Loaded, il perd contre Adam Cole dans un Three Way Match qui comprenaient également Jay Lethal et ne remporte pas le ROH World Championship.

### Pro Wrestling Noah (2008)
Le 21 juin 2008 lors de NOAH European Navigation '08 - Day 1, il gagne avec Bubblegum & Luke Phoenix contre Dave Moralez, Mark Haskins & Zack Sabre Jr..

### Progress Wrestling (2012–...)
Le 15 janvier 2017 lors de Chapter 42, il perd avec Dave Mastiff contre TK Cooper et Travis Banks. Le 26 février lors de PROGRESS Chapter 44: Old Man Yells At Cloud, il bat Nathan Cruz. Le 19 mars lors de Chapter 45, il perd contre Zack Gibson. Le 26 mars lors de PROGRESS Chapter 46: I Like to Chill Out Here and Shoot Some Dinosaurs, il perd avec Dave Mastiff contre Nathan Cruz et Zack Gibson. Le 25 juin lors de PROGRESS Chapter 50: I Give It Six Months, il perd avec Dave Mastiff contre Rob Lynch et James Davis. Le 23 juillet 2017 lors de Chapter 52, il perd un Three Way Tag Team match avec Dave Mastiff contre Chris Brookes et Kid Lykos, ce match impliquait aussi Aaron Solo & Ricky Starks.

### World of Sport Wrestling (2016)
Le 1er novembre 2016, il fait ses débuts en battant Zack Gibson. Le même jour, il perd une battle royale au profit de Grado, ce match inclut aussi Davey Boy Smith Jr., Joe Coffey, Johnny Moss, Kenny Williams, Mark Coffey, Sha Samuels.

### World Wrestling Entertainment (2018-...)

#### NXT UK (2018-...)
Le 15 juin 2018 lors du premier tour du UK Tournament, il perd contre Travis Banks. Le 26 juin lors du United Kingdom Tornament, il bat Mike Hitchman.
Le 24 octobre à NXT UK, il bat Mike Hitchman. Le 21 novembre à NXT UK, il perd contre Jordan Devlin. Le 5 décembre à NXT UK, il bat Tyson T-Bone.
Le 16 janvier 2019 à NXT UK, il bat Saxon Huxley.
Le 14 mai à 205 Live, il perd contre Tony Nese. Le lendemain à NXT UK, il perd contre Jordan Devlin au cours d'un match de qualification pour un 4-Way match pour devenir premier aspirant au WWE UK Championship.

## Palmarès
- 3CW
  - 2 fois 3CW Triple Crown Championship
- 4 Front Wrestling
  - 1 fois 4 Front Wrestling Heavyweight Championship
- Anglian Championship Wrestling
  - 2 fois ACW Light Heavyweight Championship
- Progress Wrestling
  - 1 fois Progress Championship[19]
  - 2 fois Progress Tag Team Championship avec Nathan Cruz, Danny Garnell et Damon Moser (1) et Nathan Cruz (1)[20]
- WhatCulture Pro Wrestling
  - 1 fois WCPW Internet Championship
  - Magnificent 7 (2017) Briefecase

## Récompenses des magazines
- Pro Wrestling Illustrated

| Année | 2015 | 2016       | 2017 | 2018 | 2019 |
| ----- | ---- | ---------- | ---- | ---- | ---- |
| Rang  | 410  | Non classé | 264  | 235  | 271  |